# Kerrang!
A Kerrang! hetente megjelenő angol zenei magazin. 1981-ben alapították, kezdetben kifejezetten a Sounds magazin kiegészítésekét, az akkoriban kialakuló NWOBHM, valamint a keményebb rockzene felkarolására. A címlapjukon megjelenő első együttes az AC/DC volt. Évekig alacsony volt a népszerűsége, a háttérbe szorult a nagyobb, tekintélyesebb lapok mellett, de a 2000-es évek elején, a nu metal korszak kezdetén megnőtt a népszerűsége. Napjainkban hetente nagyjából 130 ezer példányban adják ki. Az 1980-as évek folyamán a magazin felkarolta a glam metal együtteseket, de később, a Nirvana és a grunge népszerűvé válásával elfordult a glam stílustól. A magazin olvasói ezt a magazin rendszeresen visszatérő motívumnak látják: amint megjelenik egy újabb a irányzat, a szerkesztők hátat fordítanak az addig általuk nagyra becsült, de hirtelen népszerűségüket vesztett stílusoknak – emiatt sokan kritizálták a kiadványt.